# 쇼 커뮤니케이션스
쇼 커뮤니케이션스(영어: Shaw Communications)는 캐나다의 기업이다.